# 1 литр слёз
1 литр слёз (яп. 1リットルの涙 Ити риттору но намида) — название дневника с трагическим описанием последних лет жизни автора — девушки Аи Кито (яп. 木藤亜也 Kitō Aya, 19 июля 1962 — 23 мая 1988), опубликованного за два года до её смерти. Это собрание четырнадцати дневников Аи, в которых она описывает невзгоды жизни подростка-инвалида, страдающего нейродегенеративной болезнью.
В своём дневнике девочка, постепенно взрослея, рассуждает о тоске по прошлой жизни, мечтах о светлом будущем и выздоровлении. Начальной целью её записей было описание ощущений, возникающих в процессе болезни, а также влияния этих ощущений на её повседневную жизнь. Однако с ухудшением состояния её здоровья дневник трансформируется в хронику внутренней борьбы, сопровождающейся процессом преодоления, адаптации и попытками выжить. В одной из записей она замечает: «Я пишу, и моя способность писать означает, что я всё ещё жива».
По состоянию на 2007 год тираж дневника «1 литр слёз» превысил 18 миллионов экземпляров.

## Краткое содержание
Айе Кито в возрасте 15 лет была диагностирована спиноцеребеллярная дегенерация. Эта болезнь вызывает у людей потерю контроля над телом, но так как умственные способности сохраняются, то болезнь превращает жизнь человека в заточение. В конце жизни она не могла есть, ходить и говорить.
Проходя через всё: семью, медицинские обследования, реабилитации, и в конце концов уступая болезни, Ая должна была справляться с болезнью, продолжая жить до смерти, наступившей в возрасте 25 лет.

### Фильм
Кинематографической версией книги является драматический фильм «Литр слёз».

### ТВ сериал
Одноимённый японский телевизионный сериал «1 литр слёз» транслировался на телеканале Fuji TV в 2005 году, за основу которого было взято жизнеописание Аи. Главную героиню по имени Аю Икэути сыграла Эрика Савадзири, которая воплотила в жизнь роль девочки с таким же заболеванием, как и у Аи Кито, проходящей через большое количество тех же проблем.